# Aba (Carie)
Pour les articles homonymes, voir Aba.
Aba est une cité en Carie, citée par Hérodien, reprise par Étienne de Byzance dans les Ethniques.

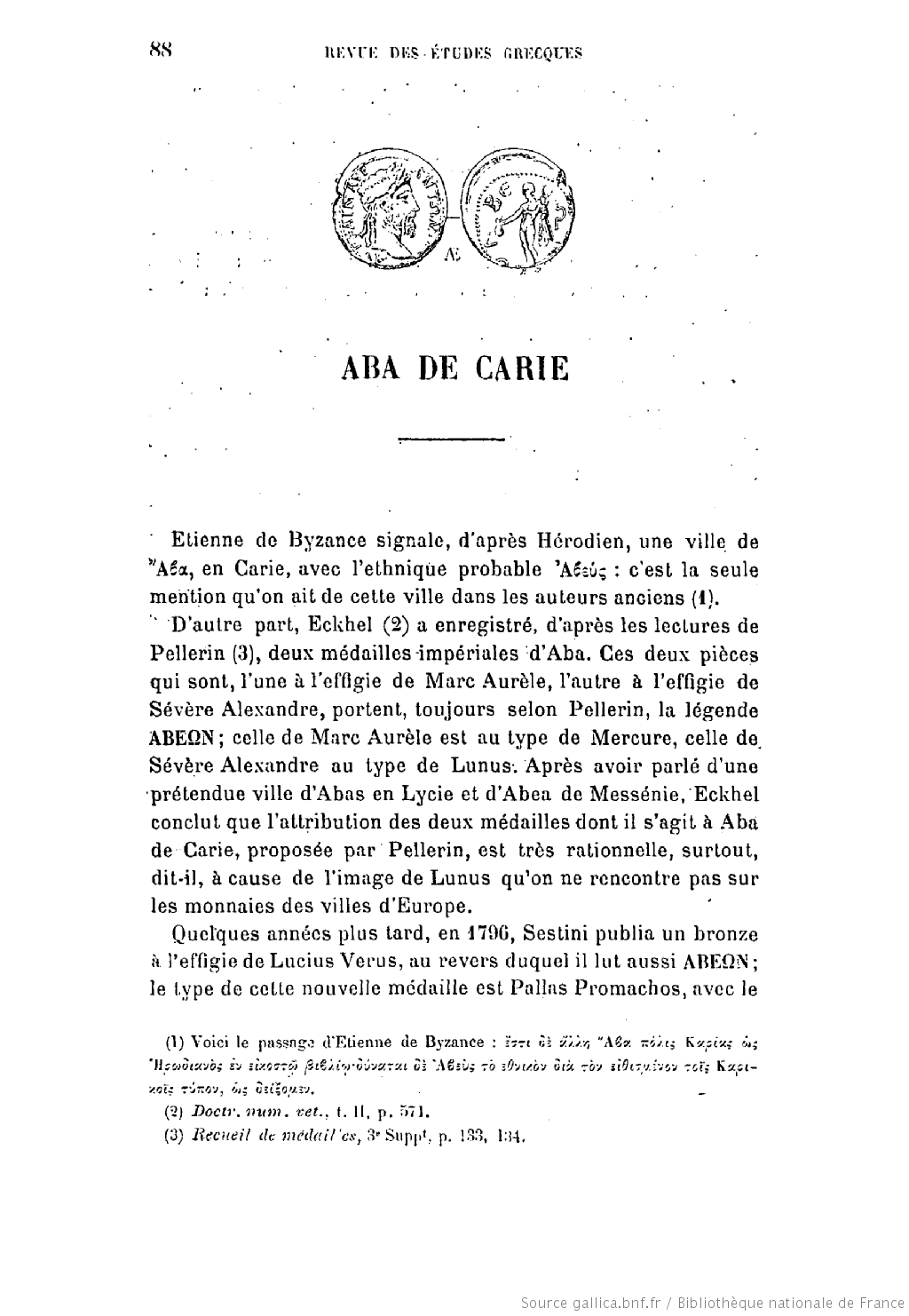

Des pièces de monnaie attribuées à cette cité ont été découvertes, mais leur provenance était finalement autre[Où ?].

## Mentions chez les auteurs anciens
- Étienne de Byzance, Ethniques, s.v.Ἄβαι.